# Ibrahim Sy Savané
Pour les articles homonymes, voir Savané.
Ibrahim Sy Savané est un journaliste et homme politique ivoirien. De 2007 à 2010, il occupe le poste de ministre de la Communication de Côte d'Ivoire au sein des Gouvernements Soro I et II.
Par la suite, il occupe de 2011 à 2018 les fonctions de président de la Haute Autorité de la communication audiovisuelle de Côte d’Ivoire (HACA). À partir de 2020, il est nommé ambassadeur de la Côte d’Ivoire en Tunisie.

## Biographie
Sy Savané est issu du secteur privé et de la société civile et est membre du parti du Rassemblement des républicains de Côte d'Ivoire (RDR). En 2007, il est nommé ministre de la Communication au sein du premier gouvernement de Guillaume Soro mise en place au lendemain de l'Accord de Ouagadougou qui a mis fin à la crise politico-militaire de 2002-2007. Le ministre, également porte-parole du gouvernement, est un témoin des luttes de pouvoirs entre le président Laurent Gbagbo et son premier ministre Guillaume Soro, mais aussi des événements autour de la crise après l'élection présidentielle ivoirienne de 2010.
Par la suite, il occupe de 2011 à 2018 les fonctions de président de la Haute Autorité de la communication audiovisuelle de Côte d’Ivoire (HACA). La libéralisation du paysage audiovisuel du pays afin de favoriser la liberté de l'information est notamment l'un des principaux chantiers d'Ibrahim Sy Savané. Entre 2015 et 2017, il occupe également la place de président du Réseau francophone des régulateurs de médias (REFRAM) pour un mandat de 2 ans.
En 2020, il est nommé ambassadeur de la Côte d’Ivoire en Tunisie.

## Publications
- Au rythme lent de la vie, Abidjan-Riviera, PUCI, 2004, 144 p. (ISBN 9782716600828)
- D'espérance et de douleurs vives : au cœur de la tourmente ivoirienne, Côte d'Ivoire, MICI-EMBACI, 2012, 186 p. (ISBN 9782954136202)